# Ökumenizmus
Az ökumenizmus (görögül oikumené = általános, egyetemes, az egész világot érintő) egyházi mozgalom a világ összes keresztény egyházának egyesítésére. A keresztény felekezetek és egyházak közötti nagyobb együttműködést és egyesülést ösztönzi.
Lényege a különféle keresztény felekezetek, egymás hitnézetei különbségeinek ellenére tanúsított tolerancia, a felekezeti különbségek helyett a közös pontok, alapvető hitnézeti egyezőségek hangsúlyozása. Közösség vállalás, az együttműködés keresése.

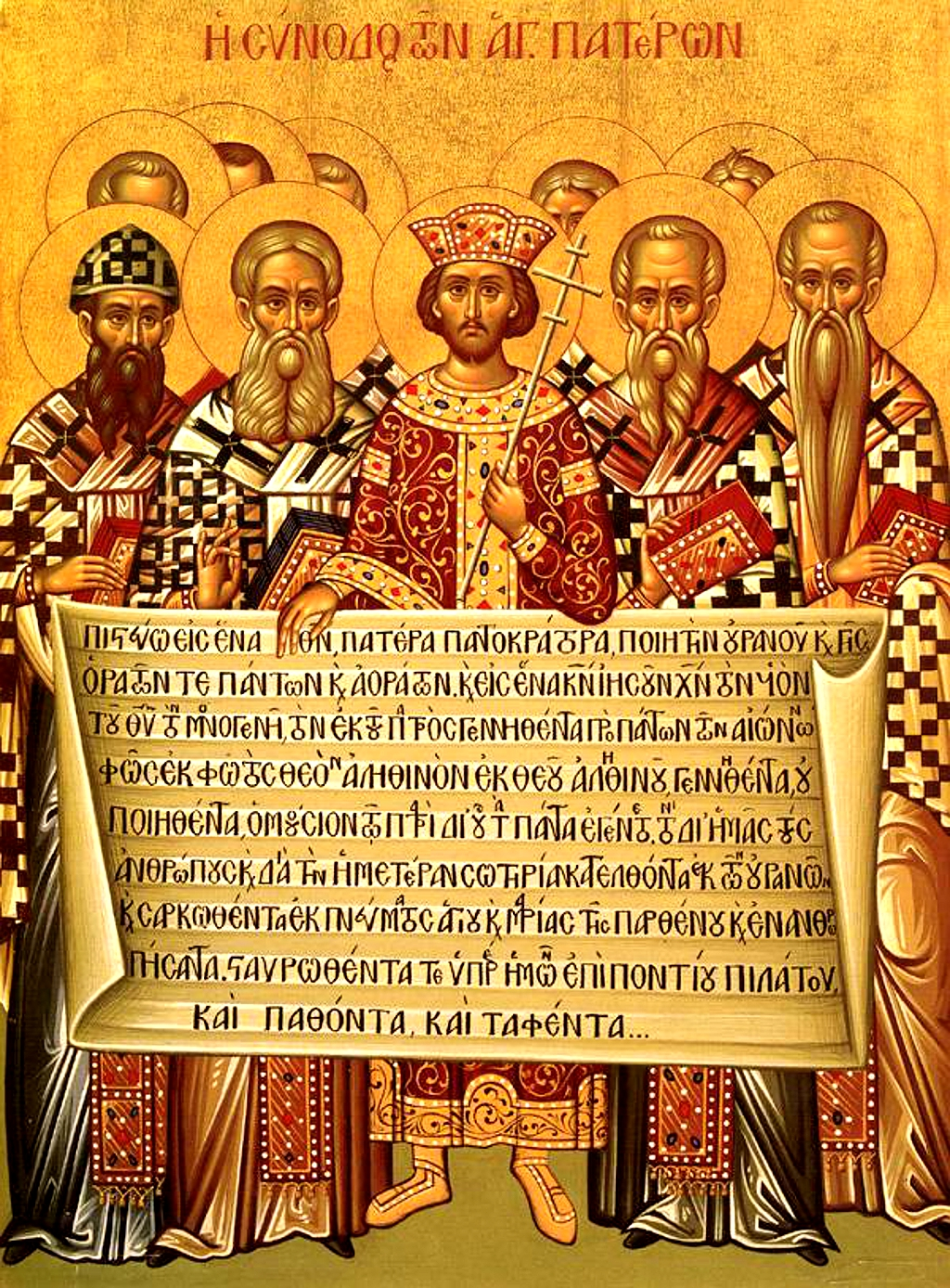
Ókeresztény ikon.
Középen Nagy Konstantin császár. aki a "Symbolum Nicaeno-Constantinopolitanum", az első nikaiai zsinaton elfogadott keresztény hitvallás közösen elfogadott szövegének részletét tartja az egyházatyákkal

## Etimológia
A latin eredetű oecumenicus (ökumenikus) kifejezés a görög οἰκουμένη (oikoumené) szóból származik, ami azt jelenti, hogy "az egész lakott világ", és történelmileg a Római Birodalomra vonatkoztatva használták.

## Egyetemes hitvallás
»Legyenek mindnyájan egy. Amint te, Atyám, bennem vagy és én tebenned, úgy legyenek ők is egy mibennünk, és így elhiggye a világ, hogy te küldtél engem.«

## Eredete
A mai ökumenikus mozgalom kezdetei a 19. század végére, 20. század elejére, az anglikán egyházban és az amerikai protestantizmusban megjelenő együttműködési törekvésekre nyúlnak vissza. Létrejöttében a vezető szerepet játszó amerikai protestantizmus mellett a nyugat- és észak-európai protestantizmus is közreműködött. Néhány száz évvel ezelőtt az egyes vallási tradíciók még teljesen elkülönültek egymástól. Európában a kereszténység, Indiában a hinduizmus és a buddhizmus, Kínában a buddhizmus és a taoizmus, Közel-Keleten, Észak-Afrikában az iszlám, Afrikában, Ausztráliában, Dél-Amerikában pedig főként a helyi kultuszok, az animizmus és a totemizmus az uralkodó vallás.

### Jelentősebb eseményei
1910 – Világmissziói Konferencia Edinburgh-ben. Létrejön a Faith and Order mozgalom. Anglikán irányítással 1920-ban Genfben tartanak előkészítő konferenciát, melyen jelen vannak az ortodox és az ókatolikus egyházak képviselői is.
1920 – A Natan Söderbolm uppsalai érsek által is támogatott Life and Work mozgalom konferenciája, ugyancsak Genfben. 1921-ben döntés születik a Kereszténység Állandó Tanácsa létrehozásáról a folyamatos kapcsolattartás és egyházi viszályokban történő közvetítés céljából. 1925-ben a mozgalom egyházi világkonferenciát rendez.
Az Egyházak Baráti Szövetségét (The World Alliance for Promoting International Fellowship through the Churches) 1914-ben alapítják német és angol teológusok közreműködésével, de később főleg amerikaiak viszik tovább. 1919-ben Hollandiában, 1920-ban Svájcban keleti-ortodox részvétellel, majd Dániában 1922-ben tartanak gyűléseket.
Kiemelkedő jelentőségű a Life and Work mozgalom által megrendezett Egyházak Világkonferenciája Stockholmban, 1925-ben, melyen a római egyház kivételével minden felekezet képviseltette magát. XI. Pius válaszul enciklikában tiltja meg a római katolikusoknak, hogy bármilyen, nem katolikus kezdeményezésre történő egységkeresésben részt vegyenek.
Újabb konferenciákra kerül sor; 1927-ben (Lausanne), majd 1937-ben (Oxford). Az ugyanezen évben a Faith and Order szintén ülésezik Edinburghban. 1937-ben a két fő mozgalom eldönti az egyesülést, de ez hivatalosan csak 1948-ban jött létre az Amszterdami konferencián, ahol létrejött az Egyházak Világtanácsa. Ez magába foglalja az összes fő protestáns és ortodox egyházat, kivéve a katolikus egyházat, amely a mai napig nem csatlakozott hozzá, bár a második vatikáni zsinat óta pozitív kapcsolatban van vele, megfigyelőket küld az ülésekre és aktívan részt vesz egyes bizottságokban. Az angol Wikipédia részletesen számol be az Egyházak Világtanácsának történetéről, szervezetéről és tevékenységeiről. 
A katolikus egyház a maga részéről a második vatikáni zsinat óta egyre aktívabb az ökumené terén, kezdve a Keresztény Egység Előmozdításának Titkársága (később Pápai Tanács) alapításával 1960-ban. A Titkárság több fontos zsinati dokumentum előkészítésében vett részt, többek közt a történelmi fontosságú Nostra Aetate, amely először jelentette ki az összes világvallás pozitív voltát – a korábbi teljes elutasítás helyett – és a zsidó néppel fennálló testvériséget. 

## Keresztény ökumenizmus és hit –pluralizmus
Minden keresztény egysége
Egynek lenni minden kereszténnyel a Biblia szerint akkor lehetséges, ha a keresztények Krisztussal egyek.
A Biblia szerint Istennek egy népe van, és egy egyháza.
A keresztények között olyan tökéletes egység valósulhat meg, amit Jézus engedelmessége által mindvégig megélt az Atyával:

„"Többé nem vagyok a világban, de ők a világban vannak, én pedig tehozzád megyek. Szent Atyám, tartsd meg őket a te neved által, amelyet nekem adtál, hogy egyek legyenek, mint mi! (…) De nem értük könyörgök csupán, hanem azokért is, akik az ő szavukra hisznek énbennem; hogy mindnyájan egyek legyenek úgy, ahogyan te, Atyám, énbennem, és én tebenned, hogy ők is bennünk legyenek, hogy elhiggye a világ, hogy te küldtél el engem…"”

–  (János 17:11.20-23)

## Bibliográfia
- Az egyháztörténet kézikönyve Karl Heussi; 541-542. old. g; a; i/2 ISBN 963-379-686-5